# Académie Internationale de Philosophie des Sciences
Die Académie Internationale de Philosophie des Sciences (AIPS, International Academy for Philosophy of Science, Internationale Akademie für Philosophie der Wissenschaften) ist eine internationale Gesellschaft für Wissenschaftsphilosophie. Der Sitz ist in Brüssel.
Sie wurde 1947 vom Dominikaner, Philosophen, Mathematiker und Physiker Stanislas Dockx (1901–1985) als  Institut International des Sciences Théoriques  gegründet, von dem die AIPS heute ein Teil ist. Der andere Teil ist die  Académie Internationale des Sciences religieuses (AISR, International Academy for Religious Sciences). Zuvor reiste Dockx durch Europa und die USA um die Unterstützung bedeutender Wissenschaftler für die Gründung zu erhalten. 1947 fand ein erstes Colloquium im Palais des Académies in Brüssel statt, zwei weitere 1949 (Brüssel) und 1959 (Rom), danach entstand eine Pause bis 1961, da der Gründer Stanislas Dockx beruflich anderweitig eingespannt war. Seit 1961 finden sie jährlich statt jeweils an verschiedenen Universitäten in Europa und Amerika und jeweils mit einer zugehörigen Veröffentlichung.
Bei der jährlichen Versammlung werden auch die geplanten Aktivitäten beschlossen, die Verteilung von Geldern der zugehörigen Stiftung beschlossen und neue Mitglieder gewählt (jeweils auf Lebenszeit). Die Stiftung (Patrimoine de l'Institut International des Sciences Théoriques, PIIST) war ursprünglich durch eine Dotierung der Familie  Dockx  finanziert worden.
1991 wurde sie Mitglied der  International Union of History and Philosophy of Science.

## Verstorbene Mitglieder
- Joseph Agassi (1927–2023)
- Tito Arecchi (1933–2021)
- Mariano Artigas (1938–2006)
- Francisco J. Ayala (1934–2023)
- Hervé Barreau (1929–2014)
- John D. Barrow (1952–2020)
- Marcel Barzin (1891–1969)
- Raymond Bayer (1898–1959)
- Paul Bernays (1888–1977)
- Evert Willem Beth (1908–1964)
- Joseph Maria Bocheński (1902–1995)
- Niels Bohr (1885–1962)
- Hermann Bondi (1919–2005)
- Edouard Boné (1919–2006)
- Émile Borel (1871–1956)
- Max Born (1882–1970)
- Raymond Boudon (1934–2013)
- Georges Bouligand (1889–1979)
- Richard Bevan Braithwaite (1900–1990)
- Percy Williams Bridgman (1882–1961)
- Léon Brillouin (1889–1969)
- Louis de Broglie (1892–1987)
- Luitzen Egbertus Jan Brouwer (1881–1966)
- Gerd Buchdahl (1914–2001)
- Mario Bunge (1919–2020)
- Paul Busch (1955–2018)
- Rudolf Carnap (1891–1970)
- Léon Cassiers (1930–2009)
- Maurice Caullery (1868–1958)
- Alonzo Church (1903–1995)
- Laurence Jonathan Cohen (1923–2006)
- Rémy Collin (1880–1957)
- Newton da Costa (1929–2024)
- Olivier Costa de Beauregard (1911–2007)
- Lucien Cuénot (1866–1951)
- Haskell Brooks Curry (1900–1982)
- Albert Dalcq (1893–1973)
- Ennio De Giorgi (1928–1996)
- Giuseppe Del Re (1932–2009)
- Jean-Louis Destouches (1909–1980)
- Michael Detlefsen (1948–2019)
- Herbert Dingle (1890–1978)
- Stanislas Dockx (1901–1985)
- Théophile de Donder (1872–1957)
- Joseph Dopp (1901–1978)
- Dominique Dubarle (1907–1987)
- Jules Duchesne (1911–1984)
- John Carew Eccles (1903–1997)
- Charles Enz (1925–2019)
- Bernard d’Espagnat (1921–2015)
- Paolo Fasella (1930–1999)
- Emmanuel Fauré-Fremiet (1883–1971)
- Herbert Feigl (1902–1988)
- P. Février (1914–2013)
- Robert Feys (1889–1961)
- Philipp Frank (1884–1966)
- Marianne Frankenhaeuser (1925–2005)
- Maurice René Fréchet (1878–1973)
- Hans Freudenthal (1905–1990)
- Tamas Gamqrelidse (1929–2021)
- Jean Gayon (1949–2018)
- Giancarlo Ghirardi (1935–2018)
- Paul Gochet (1932–2011)
- Ferdinand Gonseth (1890–1975)
- Gilles-Gaston Granger (1920–2016)
- Adolf Grünbaum (1923–2018)
- Ian Hacking (1936–2023)
- Katalin Havas (1929–2011)
- Werner Heisenberg (1901–1976)
- Carl Gustav Hempel (1905–1997)
- Arend Heyting (1898–1980)
- Bernardo Alberto Houssay (1887–1971)
- Kurt Hübner (1921–2013)
- Bernulf Kanitscheider (1939–2017)
- Peter Kemp (1937–2018)
- Stephen Cole Kleene (1909–1994)
- Tadeusz Kotarbiński (1886–1981)
- Georg Kreisel (1923–2015)
- Jean Ladrière (1921–2007)
- Hans Lenk (1935–2024)
- André Lichnerowicz (1915–1998)
- Ralph Stayner Lillie (1875–1952)
- Paul Lorenzen (1915–1994)
- Jean-François Malherbe (1950–2015)
- Carlo Felice Manara (1916–2011)
- Charles Manneback (1894–1975)
- Henry Margenau (1901–1997)
- Peter Medawar (1915–1987)
- André Mercier (1913–1999)
- Helmut Metzner (1925–1999)
- Jean-Guy Meunier (1940–2024)
- Edward Arthur Milne (1896–1950)
- José Francisco Miró Quesada Cantuarias (1918–2019)
- Peter Mittelstaedt (1929–2014)
- Giuseppe Montalenti (1904–1990)
- Margaret C. Morrison (1954–2021)
- Jesús Mosterín (1941–2017)
- Andrzej Mostowski (1913–1975)
- Gert Heinz Müller (1923–2006)
- Arne Næss (1912–2009)
- Ernest Nagel (1901–1985)
- Joseph Needham (1900–1995)
- John von Neumann (1903–1957)
- Otton Marcin Nikodým (1887–1974)
- Roland Omnès (1931–2022)
- Wolfgang Pauli (1900–1958)
- Jean Paulus (1908–1995)
- Jean Piaget (1896–1980)
- Jean Piveteau (1899–1991)
- Michael Polanyi (1891–1976)
- Azarya Polikarov (1921–2000)
- George Pólya (1887–1985)
- Karl Popper (1902–1994)
- Adolf Portmann (1897–1982)
- Hendrik Josephus Pos (1898–1955)
- Ilya Prigogine (1917–2003)
- Hans Primas (1928–2014)
- Ramón Queraltó (1949–2013)
- Willard Van Orman Quine (1908–2000)
- Gerard Radnitzky (1921–2006)
- C. V. Raman (1888–1970)
- Christiaan Pieter Raven (1906–2001)
- Michael Redhead (1929–2020)
- Nicholas Rescher (1928–2024)
- J. Ricard (1929–2019)
- J. D. Robert (1910–1992)
- Léon Rosenfeld (1904–1974)
- David J. Roy (1937–2015)
- D. H. Salman (1905–1993)
- Italo Scardovi (1928–2024)
- Erhard Scheibe (1927–2010)
- Erwin Schrödinger (1887–1961)
- Roman Sexl (1939–1986)
- Dudley Shapere (1928–2016)
- Wacław Sierpiński (1882–1969)
- Marius Jacob Sirks (1889–1966)
- Albert Thoralf Skolem (1887–1963)
- André Soulairac (1913–1994)
- George Sperti (1900–1991)
- Vyacheslav Stepin (1934–2018)
- George Sudarshan (1931–2018)
- Patrick Suppes (1922–2014)
- The Svedberg (1884–1971)
- Alfred Tarski (1901–1983)
- Frank Sherwood Taylor (1897–1956)
- George Temple (1901–1992)
- René Thom (1923–2002)
- Valerio Tonini (1901–1992)
- Thomas F. Torrance (1913–2007)
- Roberto Torretti (1930–2022)
- Anne Troelstra (1939–2019)
- Clifford Truesdell (1919–2000)
- Paul Urban (1905–1995)
- Jean-Marie van Cangh (1942–2013)
- Albert Vandel (1894–1980)
- Daniel Vanderveken (1949–2019)
- Jules Vuillemin (1920–2001)
- Bartel Leendert van der Waerden (1903–1996)
- Satoshi Watanabe (1910–1993)
- Carl Friedrich von Weizsäcker (1912–2007)
- Hermann Weyl (1885–1955)
- John Archibald Wheeler (1911–2008)
- Edmund Taylor Whittaker (1873–1956)
- Norbert Wiener (1894–1964)
- Eugene Paul Wigner (1902–1995)
- Edward O. Wilson (1929–2021)
- Hendrik Pieter Wolvekamp (1904–1980)
- Georg Henrik von Wright (1916–2003)
- Mutsuo Yanase (1922–2008)
- Hideki Yukawa (1907–1981)

## Aktuelle Mitglieder
- Evandro Agazzi (* 1934)
- Werner Arber (* 1929)
- Enrico Beltrametti
- Johan van Benthem (* 1949)
- Marco Buzzoni (* 1956)
- Jeremy Butterfield (* 1954)
- Nancy Cartwright (* 1944)
- Noam Chomsky (* 1928)
- Gregory Chaitin (* 1947)
- Martin Carrier (* 1955)
- Itala D'Ottaviano (* 1944)
- Jean-Pierre Desclés (* 1943)
- Giuliano Di Bernardo (* 1939)
- Dennis Dieks (* 1949)
- John Earman (* 1942)
- Anne Fagot-Largeault (* 1938)
- Brigitte Falkenburg (* 1953)
- José Ferreiros
- Ruggero Ferro
- Luciano Floridi (* 1964)
- Bas van Fraassen (* 1941)
- David Gross (* 1941)
- Hans-Peter Großhans (* 1958)
- Gerald Holton (* 1922)
- Gerhard Heinzmann (* 1950)
- Philip Kitcher (* 1947)
- Ervin László (* 1932)
- Vladislav A. Lektorski (* 1932)
- Hannes Leitgeb (* 1972)
- Sabina Leonelli
- Helen Longino (* 1944)
- Benedikt Löwe (* 1972)
- Penelope Maddy (* 1950)
- Lorenzo Magnani (* 1952)
- Michela Massimi
- James William McAllister (* 1962)
- Carlos Ulises Moulines (* 1946)
- Ilkka Niiniluoto (* 1946)
- John D. Norton (* 1953)
- Svante Pääbo (* 1955)
- Massimo Pauri
- Jean Petitot (* 1944)
- Steven Pinker (* 1954)
- Giovanni Maria Prosperi
- Stathis Psillos (* 1965)
- Günter Rager (* 1938)
- Hans-Jörg Rheinberger (* 1946)
- Giacomo Rizzolatti (* 1937)
- Jorge A. Roetti
- Carlo Rovelli (* 1956)
- Gregor Schiemann (* 1954)
- Peter Schuster (* 1941)
- Gerhard Schurz (* 1956)
- John Searle (* 1932)
- Lawrence Sklar (1938–2024)
- Hourya Benis Sinaceur (* 1940)
- Elliott Sober (* 1948)
- Ion Stamatescu (* 1941)
- Frank J. Tipler (* 1947)
- Christian Thiel (* 1937)
- Carlos Viesca
- Wladimir Leonidowitsch Wassjukow
- Paul Weingartner (* 1931)
- Charlotte Werndl